# Idaea chimaeraria
Idaea chimaeraria är en fjärilsart som beskrevs av Pierre Millière 1872. Idaea chimaeraria ingår i släktet Idaea och familjen mätare. Inga underarter finns listade i Catalogue of Life.